# 立佞武多の館
立佞武多の館（たちねぷたのやかた）は、青森県五所川原市にある文化施設。五所川原立佞武多の常設展示・保管および展示ギャラリーにおける美術展示を主な目的とする。

## 概要
五所川原市では、1996年（平成8年）に立佞武多（たちねぷた）行事が復活して以来、立佞武多をテーマとして市の活性化を進めている。
2000年（平成12年）の「五所川原市中心市街地活性化基本計画」で立佞武多を製作し収納するための施設を建設することになり、2002年（平成14年）に着工、2004年（平成16年）に開館した。立佞武多の製作は3階の立佞武多製作所で行われている。
老朽化のため2025年度（令和7年度）は休館する計画であり、2025年4月1日に着工し、2026年6月30日に完成する予定である。

### 立佞武多展示室

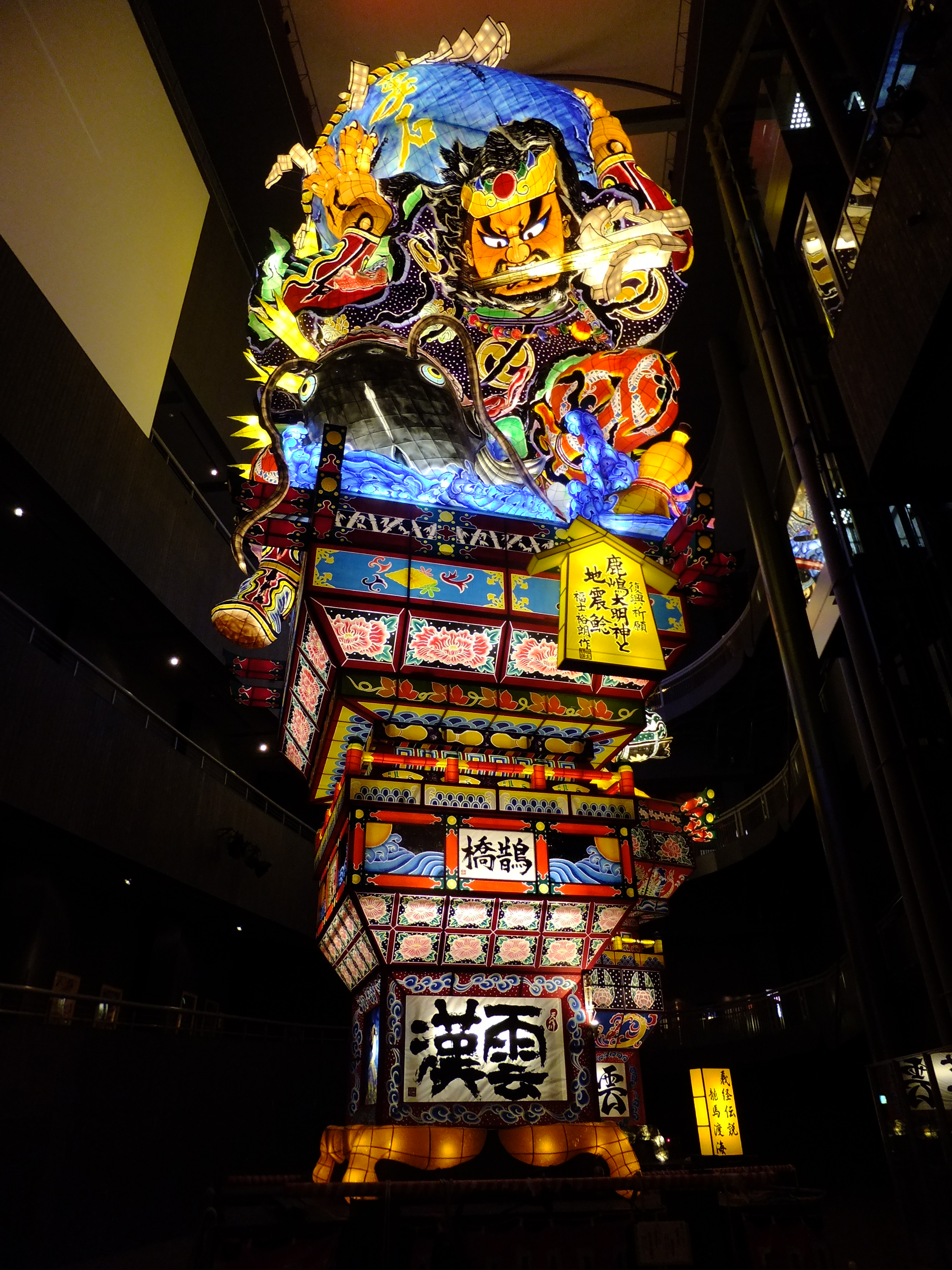
2012年作品 復興祈願・鹿嶋大明神と地震鯰（2012年8月12日）

立佞武多の大型のねぷたは毎年新作一基が製造され、それが3年間使用されることから、祭りでは常に3基のねぷたが出陣する（祭りではこのほかに町内・学校などで作られる中型・小型のねぷたも出陣し、総計18基ほどとなる）。このため立佞武多の館でも常に3基の大型ねぷた（当年制作、前年制作、前々年制作）が館内の展示室に展示、保管されている。
展示室は1階から4階まで及ぶ吹き抜け空間である。有料展示室の順路として、入館者は最初にエレベーターで4階まで上った後、ねぷたを観覧しながら展示室外周の回廊を通って1階まで降りる施設構成となっている。また、祭りの際には当施設からねぷたが出陣することから展示室の壁の一部は高さ23mに及ぶ可動壁となっており、展示室スロープの一部を跳ね上げることによりねぷたの出入庫を可能としている。
立佞武多の館の建設前は駅前に仮設小屋を建てて保管していた。

### 美術展示ギャラリー
2階に美術展示ギャラリーがある。弘前市出身の日本画家工藤甲人の『津軽の四季』をはじめ伊藤正規、奈良岡正夫ら郷土ゆかりの作家の美術作品を常設展示している。また、年に数回企画展も行われている。

### 各階
- 1階 - 物産ホール『花しょうぶ』、多目的ホール、オープンカフェ『プラム』
- 3階 - 立佞武多製作所
- 4、5階 - 貸しスペース
- 5階 - 遊楽工房「かわらひわ」
  - 郷土工芸の制作体験コーナーである。津軽地方の玩具「金魚ねぷた」等の制作体験が出来る。
- 6階 - 展望ラウンジ、レストラン『春楡』（はるにれ）

## 入館料・開館時間等

### 開館時間
立佞武多展示室
- 9:00-19:00（4月 - 9月）
- 9:00-17:00（10月 - 3月）

美術展示ギャラリー
- 9:00-19:00

### 休館日
- 1月1日[5]
- このほか美術展示ギャラリーの作品入替れを行う日も臨時休館となる。

### 入館料
立佞武多展示室
- 個人：大人600円、高校生450円、小中学生250円
- 団体：大人540円、高校生400円、小中学生220円

美術展示ギャラリー
- 個人：大人300円、高校生100円、小中学生100円
- 団体：大人240円、高校生90円、小中学生90円

セット料金
- 個人：大人800円、高校生500円、小中学生300円
- 団体：大人720円、高校生450円、小中学生270円

## 交通アクセス
- JR五能線五所川原駅・津軽鉄道津軽五所川原駅より徒歩約5分
- 弘南バス「大町 立佞武多の館前」バス停下車。
- 東北自動車道浪岡インターチェンジより車で約20分、津軽自動車道五所川原北インターチェンジより車で約10分。